# Красний Мак
Кра́сний Мак (до 1945 року — Бую́к-Каралє́з, крим. Büyük Qaralez) — село в Україні, у Бахчисарайському районі Автономної Республіки Крим, центр Красномацької сільської ради. Розташоване на півдні району.
У 2023 році у проєкті Постанови Верховної Ради України «Про перейменування деяких населених пунктів Автономної Республіки Крим» село запропоновано перейменувати на Біюк-Каралез.

## Опис
Біюк-Каралез – старе село, в його околицях не так давно знайдені сарматські могильники початку першого тисячоліття. Від Красного Маку до печерного міста Ескі-Кермен – близько 4,5 кілометрів. Стільки ж – до Мангупа.
У селі наразі живе близько 1700 осіб. Основне заняття місцевих жителів – сільське господарство. На автобусі від Красного Маку за 45 хвилин можна доїхати до площі Захарова на Північній стороні Севастополя, а за 25 хвилин – до Бахчисарая.

## Археологія
На території Красного Маку виявлено залишки поселення і святилища таврів, а також античного поселення і могильника.

## Культура
У 2010 році в селі відкритий музей української народної архітектури та побуту «Рідне село».

### Пам'ятки архітектури
На території перебувають архітектурні пам'ятки національного значення:
| № п/п | Обліковій номер | Найменування пам'ятника             | дата        | Розташування                                                                   | Рішення про взяття на облік |
| ----- | --------------- | ----------------------------------- | ----------- | ------------------------------------------------------------------------------ | --- |
| 1     | 010088          | Башта «Киз-Куле»                    | X-XIV ст.   | за 6,0 км на північний захід від села, на північно-східному краю плато Топшана | Постанова РМ УРСР від 24.08.1963 р. № 970, уч. № 293; рішення КО від 05.09.1969 р. № 595; уч. № 709; рішення КО від 20.02.1990 р. № 48; постанова Кабінету Міністрів України від 25 червня 2020 р. № 518. |
| 2     | 010089          | Руїни печерного міста «Ескі-Кермен» | VI-XIV ст.  | 5,0 км на південь від села, на плато кручувато столової гори                   | Постанова РМ УРСР від 24.08.1963 р. № 970, уч. № 294; Постанова РМ УРСР від 21.07.1965 р. № 711, уч. № 61; Рішення КО від 05.09.1969 р. № 595; уч. № 691; Рішення КО від 22.05.1979 р. № 284; Рішення КО від 20.02.1990 р. № 48; Держ. реєстр нац. культ. спадщини (пам'ятники історії, монументального мистецтва та археології), затверджений наказом МКіМ України від 15.06.1999 р. № 393, додаток 3, номер за реєстром 3732; постанова Кабінету Міністрів України від 25 червня 2020 р. № 518. |
| 3     | 010093          | Печерна церква Донаторів            | XII-XVI ст. | за 7,0 км на захід від села, в скелі, що розділяє балку на два рукави          | Постанова РМ УРСР від 21.07.1965 р. № 711, уч. № 62; Постанова РМ УРСР від 06.09.1979 р. № 442, уч. № 1234; рішення КО від 05.09.1969 р. № 595; уч. № 720; рішення КО від 22.05.1979 р. № 284; постанова Кабінету Міністрів України від 25 червня 2020 р. № 518. |

## Відомі особистості
В поселенні народились:
- Бекир Ваап (1915—1944) — кримськотатарський поет.
- Єманов Олексій Олексійович (1995—2022) — молодший сержант служби цивільного захисту; учасник російсько-української війни.
- Османов Юрій Бекірович (1941—1993) — лідер Національного руху кримських татар.